# Jean Leymarie
Jean Leymarie (17 de julio de 1919, Gagnac-sur-Cère, Lot - 9 de marzo de 2006) fue un historiador del arte francés.

## Vida
Nacido en una familia campesina, inició sus estudios en Toulouse y después prosiguió en París. Después de la Segunda Guerra Mundial, comenzó su labor como educador. Fue conservador del Museo de Grenoble de 1950 a 1955, director del Museo Nacional de Arte Moderno desde 1968 hasta 1973 y director de la Academia Francesa en Roma desde 1979 hasta 1985. Enseñó durante un largo periodo de tiempo en las universidades suizas de Lausana y de Ginebra y publicó varias obras sobre la historia del arte. Fue determinante en la selección de la pintura del siglo XX expuesta y adquirida por los museos nacionales de Francia.

## Obras
- Les Dessins de Degas, 1948
- Pintura holandesa, 1956
- Renoir, 1978
- Picasso, La monographie 1881-1973
- Le Fauvisme, 1987
- La campagne de Corot
- Balthus
- Geneviève Asse, escrito en colaboración con Sylvia Baron
- Tal Coat, 1992

Historia de un arte. El dibujo. Corroggio. Barcelona. 1979.